# Physical Layer Signaling
 (juin 2025).
Physical layer signaling, PLS (signalisation de la couche physique), ou encore physical signaling sublayer, correspond à la partie supérieure de la couche physique dans le modèle OSI de l'ISO. PLS assure le couplage fonctionnel et logique entre l'unité de raccordement au support (medium attachment unit, MAU) et la couche liaison de données représentée par les sous-couches MAC et LLC dans le groupe de normes IEEE 802. Cette sous-couche de signalisation de la couche physique a été développée dans les années [Quand ?] pour les standards de câblage Ethernet (IEEE 802.3) 1 Mbit/s et 10 Mbit/s.